# 제11회 제천국제음악영화제
제11회 제천국제음악영화제는 2015년 8월 13일에 열린 시상식이다.

## 수상 및 후보

### 대상
- 킵 온 키핑 온 - 알란 힉스 수상

### 심사위원 특별상
- 막스와 레니 - 프레드 니콜라스 수상

### 제천영화음악상
- 이병우 수상

### 세계 음악영화의 흐름
- 비틀즈 - 피터 플린스
- 카라 오케스트라 - 우미선
- 미라클 벨리에 - 에릭 라티고
- 할아버지의 나팔 - 린 지아
- 자매의 사랑 - 카잔 이르마크

### 주제와 변주
- 춤추는 마이코 - 오세 스벤하임 드리베네스
- 호두까기 인형 - 정성복
- 마오의 라스트 댄서 - 브루스 베레스포드
- 지젤 - 김수기
- 파리오페라 발레의 별, 아녜스 - 마를렌느 이오네스코
- 마린스키의 전설, 율리아나 로파트키나 - 마를렌느 이오네스코

### 시네마 콘서트
- 마마보이 해롤드 - 프레드 C. 뉴마이어
- 오페라의 유령 - 루퍼트 줄리안

### 시네 심포니: 장편
- 뱅뱅 베이비 - 제프리 St. 줄스
- 아이덴티컬 - 더스틴 마르첼리노
- 삶을 위해 - 우베 젠슨
- 사랑과 우정의 중년밴드 - 기욤 말랑드랭
- 쉼표 - 마티유 울퍼
- 데싸우 댄서스 - 장 마틴 샤프
- 한 시간의 평화 - 빠트리스 르꽁트
- 너의 손을 잡고 싶어 - 황수아
- 지미 헨드릭스: 올 이즈 바이 마이 사이드 - 존 리들리
- 믹스테이프 - 퉁크 사힌

### 시네 심포니: 단편
- 재즈 클럽 - 폴 게렝
- 베이비박스 - 카타리이나 릴크비스트
- 더 노바디스 - 그렉 브랫맨 외1명
- 탱고 타임 - 프레더릭 혼츠슈트
- 트럼펫 - 안드레스 니브즈
- 트리스타 - 추이 루이
- 첼로 - 올레시아 모르구네츠
- 오페라단의 히틀러 - 미하일 그리즈보브스키
- 불협화음 - 틸 노박
- 심야의 재즈 - 마티아스 멍텅
- 초혼 - 후안 오초아
- 프리 파티 - 프레드 제라르
- 굿나잇 루나 - 돈챠 길모어
- 붉은 외투 - 아난다 사포
- 칼춤 - 일리야 로즈코브
- 댄스홀 - 에디스 디폴
- 소리없는 아코디언의 전설 - 알레산드로 파체

### 뮤직 인 사이트: 장편
- 메탈의 성지 바켄 3D - 노르베르트 하이트커
- 청춘찬가 - 다비드 앙드레
- 오스틴에서 보스턴으로 - 제임스 마르쿠스 허니
- 플라멩코의 신동들 - 카트리나 행걸
- 스페인의 조 스트러머 - 닉 홀
- 튜블라 벨스 - 매트 오케이시
- 에이미 - 아시프 카파디아
- 슈퍼보이 - 리신 팬
- 미국인 마리아치 마테오 - 아론 I. 나르
- 파코 데 루치아: 플라멩코의 여행 - 프란시스코 산체스 바렐라
- 콰이어트 라이엇 연대기 - 레지나 러셀
- 소니 롤린스: 음표 너머로 - 딕 폰테인
- 소울 보이즈, 스팬다우 발레 - 조지 헨켄
- 수퍼두퍼 앨리스 쿠퍼 - 레지널드 하크마 외2명
- 체코의 국민가수 마르타 쿠비소바 - 올가 소메로바
- 전설의 세션 밴드 뢰킹 크루 - 데니 테데스코
- 캄보디아의 잊혀진 로큰롤 - 존 피로지
- 스콜피온스: 포에버 앤 어 데이 - 카챠 본 가르니에
- 엘리엇 스미스의 유산 - 니콜라스 로시

### 뮤직 인 사이트: 단편
- 제트 레벨: 이륙준비 - 함 리스케
- 브룩클린 연합악단 - 트레이시 아나렐라
- 합창 리허설 - 엘리 그레이프
- 매리 그레이스 - 팸 브랜든
- 힙합 큐! - 이마이 타카코
- 중국 록 1세대 - 주 신 호우
- 금요일의 노인들 - 올레그 마슬로프
- 마르티누의 뮤즈 - 키이스 반 에스
- 호주의 광산 밴드 - 세바스챤 브로드벤트

### 한국 음악영화의 오늘: 장편
- 어떤이의 꿈 - 조성규
- 기적의 피아노 - 임성구
- 이바라키의 여름 - 전성호
- 열일곱살의 버킷 리스트 - 윤솔지
- 노래로 말하는 사람들 - 우성하
- 어떤여행, 시민창작뮤지컬 - 김정욱
- 블랙가스펠 2 - 김성권 외1명

### 한국 음악영화의 오늘: 단편
- 즐거운 나의 집 - 이나름
- 연습생 - 마누 보가드
- 롹, 스피릿 - 이희찬
- 크레센도 - 김유나
- 우아한 밤 - 한승원
- Just Spit It ! - 이재효
- 봄날의 라이브 - 송영일
- Walking 26 - 최정은
- 추억가게 - 성치훈 외1명
- 블루스 이야기 - 윤철수

### 패밀리 페스트: 장편
- 아래층 록스타 - 존 윌리엄스
- 트럼펫 연주자 - 아나톨리 마테슈코
- 어바웃 어 걸 - 마크 몬헤임

### 패밀리 페스트: 단편
- 미뇰 - 니콜라스 비안코-르브린
- 파이프오르간 - 보리스 브레낫 외1명
- 꼬마 바이올리니스트 - 왕양
- 키키도 왕자 - 그레가 마스트낙
- 페르귄트: 산신의 전당에서 - 로맹 몽스테를레
- 소리의 길 - 아레티노 프란체스코
- 촌티나는 에이스 - 어빙 세비야 외1명
- 짜릿한 순간 - 자코포 만치니
- 선장, 조종사 그리고 여가수 - 오이빈트 탕세트
- 힐러리 한에 바침 - 에르완 르 갈